# Baoding Yingli Yitong FC
El Baoding Yingli Yitong FC (en chino: 保定英利易通) es un equipo de fútbol de China que juega en la Segunda Liga China, tercera división de fútbol en el país.

## Historia
Fue fundado en el año 2014 en la ciudad de Baoding luego de que la ciudad no tenía participación a nivel profesional en fútbol, entrando al año siguiente a la Segunda Liga China, en la cual terminaron en 5º lugar del grupo 2 en su año de debut.
En la temporada 2016 consiguen clasificar a la fase de ascensos por primera vez luego de quedar en tercer lugar de su grupo, obteniendo el ascenso a la Primera Liga China por primera vez en su historia luego de ser finalista de la liga.

## Jugadores

### Equipo 2016

#### Altas y bajas 2017-18 (verano)
| Altas   | Altas    | Altas       | Altas | Altas |
| Jugador | Posición | Procedencia | Tipo  | Costo |
| ------- | -------- | ----------- | ----- | ----- |

| Bajas       | Bajas     | Bajas        | Bajas                  | Bajas |
| Jugador     | Posición  | Destino      | Tipo                   | Costo |
| ----------- | --------- | ------------ | ---------------------- | ----- |
| John Owoeri | Delantero | Agente libre | Rescisión de contrato. | --    |

## Entrenadores
- Johannes Bonfrere (mayo de 2017-octubre de 2017)[4][5]
- Shang Qing (interino) (octubre de 2017 - ?)[5]
- Han Yalin (febrero de 2018-presente)[2]